# Angelo Felici
Angelo Felici (Segni, 26 luglio 1919 – Roma, 17 giugno 2007) è stato un cardinale e arcivescovo cattolico italiano presidente della Pontificia commissione "Ecclesia Dei".

## Biografia
Dal 1934 al 1941 frequentò i corsi di teologia e filosofia presso il Pontificio Collegio Leoniano di Anagni. Fu ordinato sacerdote nel 1942.
Durante l'anno accademico 1941-1942 frequentò i corsi "Utriusque Iuris" della Pontificia Università Lateranense, conseguendo poi il dottorato in diritto canonico presso la Pontificia Università Gregoriana.
Nel luglio 1945 fu chiamato da monsignor Domenico Tardini, segretario della Congregazione per gli affari ecclesiastici straordinari, a prestare il suo servizio presso l'allora Prima Sezione della Segreteria di Stato (oggi Sezione per i rapporti con gli Stati), incarico che ricoprì per circa diciannove anni.
Nel febbraio 1964, papa Paolo VI lo nominò sotto-segretario della Congregazione per gli affari ecclesiastici straordinari. Il 22 luglio 1967 fu eletto arcivescovo titolare di Cesariana (ricevendo l'ordinazione episcopale il 24 settembre) e nominato nello stesso tempo pro-nunzio apostolico nei Paesi Bassi, dove rimase fino al maggio 1976, quando fu nominato nunzio apostolico in Portogallo.
Il 27 agosto 1979 fu nominato da Giovanni Paolo II nunzio apostolico in Francia. Fu prefetto della Congregazione delle cause dei santi dal luglio del 1988 al giugno del 1995, e presidente della Pontificia commissione "Ecclesia Dei" dal dicembre 1995 all'aprile 2000.
Giovanni Paolo II lo creò e pubblicò cardinale nel concistoro del 28 giugno 1988, del titolo dei Santi Biagio e Carlo ai Catinari, diaconia elevata pro illa vice a titolo presbiterale.
Morì a Roma il 17 giugno 2007.
Le esequie si sono tenute il 19 giugno alle ore 17 all'Altare della Cattedra della Basilica di San Pietro. La liturgia esequiale è stata presieduta dal Santo Padre Benedetto XVI. È sepolto nella tomba di famiglia nel cimitero di Segni.

## Genealogia episcopale e successione apostolica
La genealogia episcopale è:
- Cardinale Scipione Rebiba
- Cardinale Giulio Antonio Santori
- Cardinale Girolamo Bernerio, O.P.
- Arcivescovo Galeazzo Sanvitale
- Cardinale Ludovico Ludovisi
- Cardinale Luigi Caetani
- Cardinale Ulderico Carpegna
- Cardinale Paluzzo Paluzzi Altieri degli Albertoni
- Papa Benedetto XIII
- Papa Benedetto XIV
- Papa Clemente XIII
- Cardinale Marcantonio Colonna
- Cardinale Giacinto Sigismondo Gerdil, B.
- Cardinale Giulio Maria della Somaglia
- Cardinale Carlo Odescalchi, S.I.
- Cardinale Costantino Patrizi Naro
- Cardinale Lucido Maria Parocchi
- Papa Pio X
- Cardinale Gaetano De Lai
- Cardinale Raffaele Carlo Rossi, O.C.D.
- Cardinale Amleto Giovanni Cicognani
- Cardinale Angelo Felici

La successione apostolica è:
- Vescovo António José Rafael (1977)
- Vescovo Sauveur Casanova (1987)
- Arcivescovo Piergiorgio Silvano Nesti, C.P. (1993)